# Carl Kupferschmid
Carl Kupferschmid (* 29. Oktober 1951 in Winterthur) ist ein ehemaliger Schweizer Triathlet.

## Werdegang

### Rad- und Laufsport bis 1980
Carl Kupferschmid feierte seine ersten Erfolge als Radrennfahrer und gehörte später als Läufer zur nationalen Elite.
Mitte der 1970er-Jahre zog er nach Arosa, wo er zusammen mit Robert Schläpfer, dem späteren zweifachen Sieger des Bieler 100-km-Laufs, im Arosa Kulm Hotel ein Fitness-, Massage- und Beautystudio betrieb. Daneben betätigte er sich als Masseur und Spielerbetreuer beim EHC Arosa. In jener Zeit bestritt er sowohl Langdistanz-Rennen wie den Murtenlauf als auch international besetzte Bergläufe wie Siders – Montana (1976: Rang 3 bzw. 4) oder in Toulon (1979: Rang 4) mit grossem Erfolg.

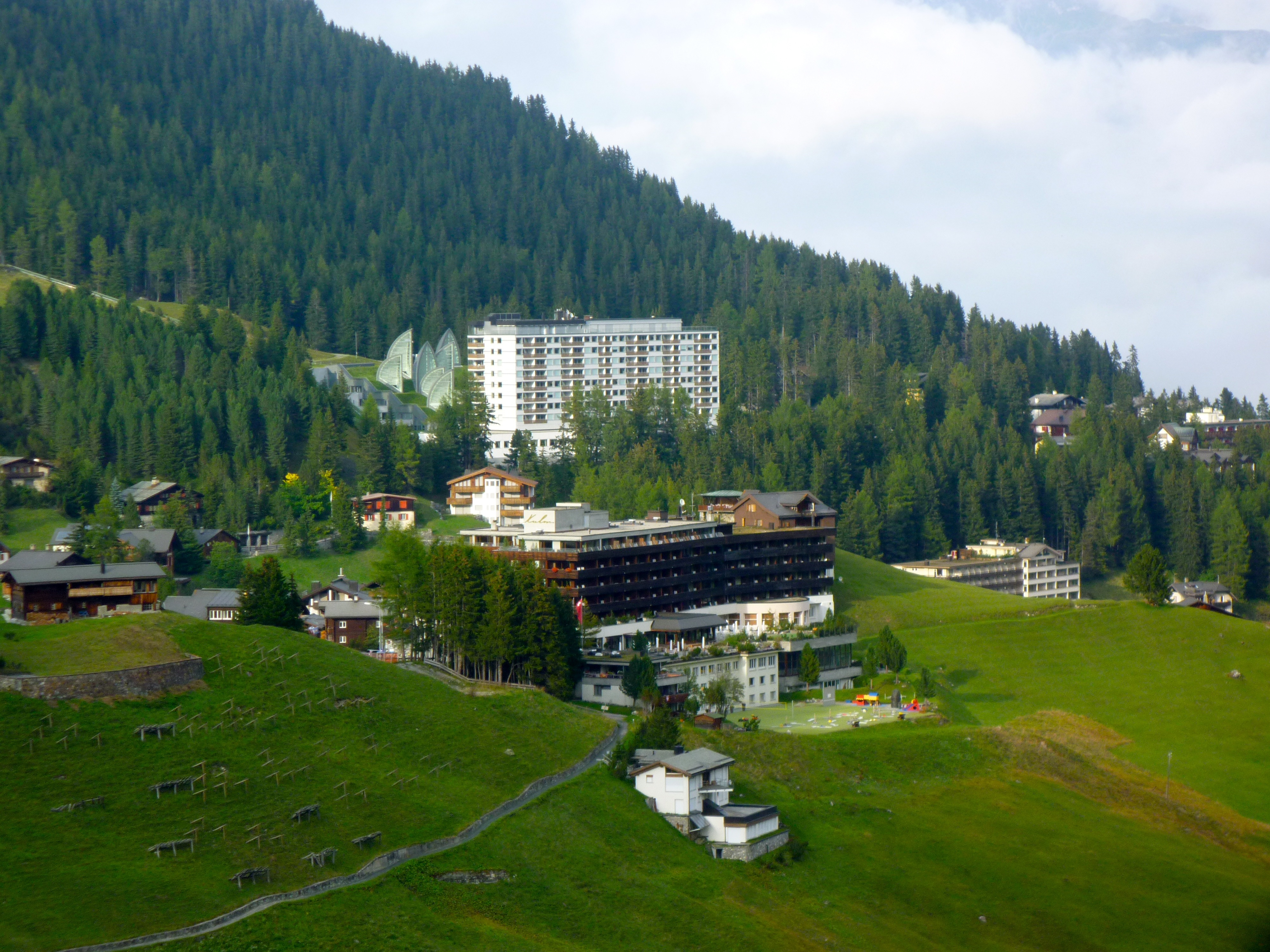
Das Arosa Kulm Hotel (im Vordergrund) mit Kupferschmids ehemaliger Finnenbahn

Gemeinsam mit Schläpfer, der ebenfalls Bergläufe und später Triathlons bestritt, verstand es Kupferschmid, die geographische Lage Arosas für ein permanentes Höhentraining zu nutzen. Zu diesem Zweck liess er beim Hotel Kulm eigens eine Finnenbahn anlegen.

### Triathlon seit 1981
Seine Triathlon-Karriere begann Kupferschmid im Alter von 30 Jahren. In den Pionierjahren dieses Sports feierte er seine grössten Erfolge. Der erste Triathlon, den er bestritt, war der Swiss Triathlon in Zürich im Jahr 1983, welchen er gewann. Im nächsten Jahr konnte er diesen Sieg wiederholen. Die Trainingseinheiten auf dem Fahrrad absolvierte er in jener Zeit vor allem am Obersee entlang und auf der Schanfiggerstrasse. Für das Schwimmtraining nutzte er sommers unter anderem das kühle Wasser des Untersees.
Carl Kupferschmid war der erste Europäer, der 1985 beim Ironman Hawaii den Sprung auf das Podest schaffte – er beendete am 26. Oktober den Ironman Hawaii auf dem dritten Rang. 1989 bestritt er in Dänemark die ETU-Europameisterschaft auf der Triathlon-Langdistanz, wo er den dritten Platz belegte. Seitdem trat er nicht mehr international in Erscheinung.
Seit 1992 lebt Kupferschmid in Santo Domingo in der Dominikanischen Republik und war dort als Architekt tätig. Er gehörte zu den besten Senioren-Golfern der Region. Auch mit Arosa, wo er an der Hörnlistrasse ein Zweifamilienhaus besitzt, ist Kupferschmid nach wie vor persönlich verbunden. Einen ursprünglich auf seinem Grundstück befindlichen Stall schenkte er 1981 dem Schanfigger Heimatmuseum, in dessen Nachbarschaft dieser bis heute steht.

## Sportliche Erfolge
| Datum/Jahr    | Rang | Wettbewerb                               | Austragungsort | Zeit    | Bemerkung                                                                                 |
| ------------- | ---- | ---------------------------------------- | -------------- | ------- | ----------------------------------------------------------------------------------------- |
| 1989          | 3    | ETU Long Distance European Championships | Rødekro        |         | Dritter bei der Triathlon-Europameisterschaft; hinter dem Niederländer Axel Koenders      |
| 10. Okt. 1987 | 17   | Ironman Hawaii                           | Kona           | 9:22:41 |                                                                                           |
| 26. Okt. 1985 | 3    | Ironman Hawaii                           | Kona           | 9:26:32 | Als erster Schweizer erreichte er bei einer Triathlon-Weltmeisterschaft den dritten Rang. |
| 1985          | 1    | Swiss Triathlon                          | Zürich         | 8:42:56 | Sieg mit neuer Weltbestzeit                                                               |
| 1984          | 1    | Swiss Triathlon                          | Zürich         |         |                                                                                           |
| 23. Juli 1983 | 1    | Swiss Triathlon                          | Zürich         |         | bei der Erstaustragung                                                                    |